# Pororo: The Racing Adventure
Pororo: The Racing Adventure (Originaltitel: 뽀로로 극장판 슈퍼썰매 대모험) ist ein Computeranimationsfilm, der im Jahr 2013 veröffentlicht wurde. Er entstand als Teil einer Reihe von Filmen, die auf der Zeichentrickserie Pororo basieren.

## Handlung
Pororo, ein junger Pinguin, und seine Freunde verursachen versehentlich ein Flugzeug, mit dem sie in ihrem Heimatdorf notlanden. Wenn sie Schildkröten sehen, die in eine Stadt namens Northpia verschifft werden sollten, denken sie, dass sie Rennfahrer sind und trainieren für das große Rennen. Nach dem Gewinn des Rennens stellt sich heraus, dass ein weiteres Rennen auf sie wartet und sie müssen ihr Bestes geben, um sie zu gewinnen.

## Synchronisation
| Rolle                 | Koreanischer Sprecher | Deutscher Sprecher |
| --------------------- | --------------------- | ------------------ |
| Pororo                | Lee Seon              | Esther Brandt      |
| Crong                 | Lee Mi-ja             |                    |
| Poby                  | Kim Hwan-jin          |                    |
| Eddy                  | Ham Soo-jeong         | Patrick Mölleken   |
| Loopy                 | Hong So-yeong         |                    |
| Petty                 | Chung Misook          | Christiane Werk    |
| Harry                 | Kim Seo-yeong         |                    |
| Toto die Schildkröte  | Eom Sang-hyeong       |                    |
| Mango die Schildkröte | Yoo Dong-yun          |                    |